# Bundeskanzleramt (Norddeutscher Bund)

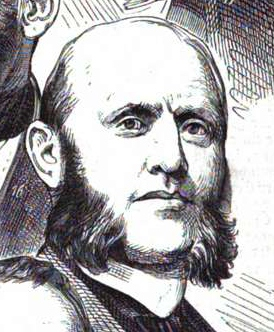
Karl von Hofmann war bis 1876 hessischer Ministerpräsident und wurde dann der letzte Präsident des Reichskanzleramtes.

Das Bundeskanzleramt war eine oberste Bundesbehörde im Norddeutschen Bund. Im Deutschen Kaiserreich nannte man es ab 12. Mai 1871 Reichskanzleramt. Es ist nicht zu verwechseln mit der Reichskanzlei von 1878.
Bundeskanzler Otto von Bismarck war zwar Chef der Exekutive, wollte aber keine Ministerien eingerichtet sehen. Am 12. August 1867 gründete er, als Bundesbehörde des Bundeskanzlers, das Bundeskanzleramt. Es war für die inneren Angelegenheiten des Bundes zuständig. In der Praxis arbeiteten oft preußische Ministerien für den Bund. Während des Norddeutschen Bundes kam es noch zu einer weiteren Bundesbehörde: Anfang 1870 ging das preußische Außenministerium auf den Bund über und wurde das Auswärtige Amt des Norddeutschen Bundes.
Im Kaiserreich wurden einzelne Tätigkeitsbereiche aus dem Reichskanzleramt ausgegliedert und zu eigenen obersten Reichsbehörden: den Reichsämtern. Das Reichskanzleramt selbst erhielt 1879 den Namen Reichsamt des Innern. Dem Reichsamt des Innern ordnete man später Unterbehörden nach, wie das Reichsgesundheitsamt.
Präsident des Bundeskanzleramts und dann Reichskanzleramts war zunächst Rudolph von Delbrück, ein enger Mitarbeiter Bismarcks. Am 1. Juni 1876 löste ihn Karl von Hofmann ab. Ab dem 24. Dezember 1879 amtierte Hofmann als Staatssekretär des Reichsamts des Innern.
Der Reichskanzler war damit zunächst ohne eigene Behörde für den Kontakt mit den anderen Organen im Staat. Diese wurde dann das neue Amt namens Reichskanzlei ab 1878.

## Belege
1. ↑  Ernst Rudolf Huber: Deutsche Verfassungsgeschichte seit 1789. Band III: Bismarck und das Reich. 3. Auflage, Stuttgart 1988, S. 835.